# 老尾神社
老尾神社（おいおじんじゃ）は、千葉県匝瑳市生尾（下総国匝瑳郡）にある神社である。式内社（小社）で、旧社格は郷社。

## 祭神
香取神宮の祭神・経津主命の御子神阿佐比古命を主祭神とし、磐筒男命・磐筒女命・国常立命を配祀する。その他、物部小事を祭神とする説もある。

## 歴史
社伝によれば崇神天皇7年の創建である。 延喜式神名帳に「下総国匝瑳郡 老尾神社」と記載され、小社に列している。下総国のうち下海上国造の領域の式内社は当社の他は香取神宮のみであり、下総国匝瑳郡惣社とされた。
当社の鎮座する匝瑳郡は、物部小事の坂東を征した功勳により建郡されたとされ、小事の子孫を称する物部匝瑳氏が足継・熊猪・末守の3代に亘って鎮守将軍に任ぜられるなど、常陸国信太郡とともに物部氏との深い関係が伝えられる。また、香取神宮の摂社に匝瑳神社があり、この摂社の造り替えは、古くは匝瑳郡の役であったともされる。さらに当社の祀官は香取氏であり、私穀を陸奥国鎮所に献じた功績により外従五位下を授けられた香取連五百嶋は匝瑳郡に居住したとも、あるいは年老いて大禰宜を辞した後匝瑳郡に引退したともされ、香取神宮との関係が伝えられ、香取神宮と物部氏との関係も説かれる。
正平24年（1369年）に社殿を焼失し、千葉氏によって再建された。以降、千葉氏の保護を受けたが、千葉氏の衰えとともに当社も衰退した。
明治6年（1873年）10月に郷社に列格した。

## 境内
社殿の後方左側には、市指定の天然記念物の神木杉がある。

## 交通
- JR東日本・総武本線八日市場駅下車、徒歩25分。